# Centrale électrique de Chatoura
La centrale électrique de Chatoura est une centrale thermique située dans l'oblast de Moscou en Russie.
Elle utilise comme source calorifique, la combustion du gaz naturel (78,0 %), de la tourbe (11,5 %), ainsi que du fioul et du charbon.